# Morus rubra
Il gelso rosso (Morus rubra L.) è un albero da frutto appartenente alla famiglia delle Moracee.

## Descrizione
È pianta longeva e l'albero può superare il secolo di vita. Il gelso rosso è un albero, caducifoglia e latifoglia, con crescita veloce.
Le bacche sono di colore rosso vivo tendente al nero a maturazione completa. I frutti maturano in giugno-luglio, la fioritura si ha ad aprile.

## Distribuzione e habitat
Morus rubra è diffuso negli Stati Uniti d'America centrali e sud-orientali e in Canada.

## Varietà
Numerose sono le varietà del gelso rosso, fra cui:
- Hicks, varietà a crescita rapida selezionata negli USA sin dal 1850, usata per l'allevamento.
- Stubbs, diffusa dal 1875, considerata la miglior varietà da frutta di Morus rubra. Frutti lunghi 3,5–5 cm.
- Townsend, diffusasi nel 1904. Giunge precocemente a maturazione ed il frutto somiglia molto all'Hicks, ma migliore di sapore per la consumazione umana.
- Illinois Everbearing, un ibrido Morus alba × Morus rubra[3]. Hicks è stata il parente femmina.